# 1938–1939-es osztrák labdarúgó-bajnokság (első osztály)
Az 1938–1939-es osztrák labdarúgó-bajnokság az osztrák labdarúgó-bajnokság legmagasabb osztályának huszonnyolcadik alkalommal megrendezett bajnoki éve volt. Németország 1938 márciusában annektálta Ausztriát, ezért az osztrák bajnokság 1945-ig, területi alapon lett megrendezve.
A pontvadászat 10 csapat részvételével zajlott. A bajnokságot az Admira Wien csapata nyerte.  

## A bajnokság végeredménye
| #  | Csapat                | M  | Gy | D | V  | RG | KG | P  |
| -- | --------------------- | -- | -- | - | -- | -- | -- | -- |
| 1  | SK Admira Wien        | 18 | 12 | 4 | 2  | 62 | 20 | 28 |
| 2  | SC Wacker             | 18 | 12 | 2 | 4  | 52 | 27 | 26 |
| 3  | SK Rapid Wien         | 18 | 11 | 3 | 4  | 60 | 29 | 25 |
| 4  | Wiener Sportclub      | 18 | 10 | 4 | 4  | 50 | 28 | 24 |
| 5  | First Vienna FC       | 18 | 9  | 4 | 5  | 47 | 37 | 22 |
| 6  | FK Austria Wien       | 18 | 9  | 3 | 6  | 55 | 40 | 21 |
| 7  | SV Amateure Fiat      | 18 | 6  | 3 | 9  | 47 | 50 | 15 |
| 8  | Grazer SC             | 18 | 5  | 1 | 12 | 34 | 53 | 11 |
| 9  | SK Amateure Steyr     | 18 | 2  | 0 | 16 | 22 | 75 | 4  |
| 10 | Rb Wacker Wr Neustadt | 18 | 2  | 0 | 16 | 17 | 87 | 4  |

- Az Admira Wien az 1938-39-es szezon bajnoka.
- Az SK Amateure Steyr és az Rb Wacker Wr Neustadt kiesett a másodosztályba (2. Klasse).